# Middleton Mount

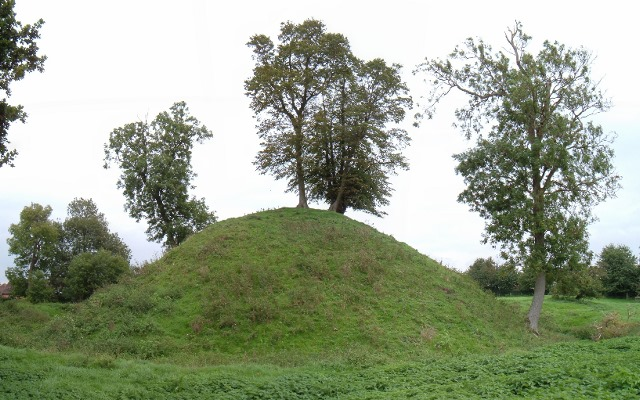
Middleton Mount, 2006

Middleton Mount, auch Middleton Motte oder Middleton Castle, ist eine Burgruine im Dorf Middleton in der englischen Grafschaft Norfolk.

## Details
Middleton Mount war eine Motte, die in normannischer Zeit erbaut wurde. Der Mound hat einen Durchmesser von 49 Metern und ist durch einen 11 Meter breiten Graben geschützt. Der sichelförmige Burghof und drei rechteckige, mittelalterliche Einfriedungen unbekannten Datums liegen entlang des Mounds. Die Burg wurde von den Normannen auf einem früheren angelsächsischen Anwesen gebaut, eine übliche Praxis nach der normannischen Eroberung Englands.
Auf dem Gelände wurden 1987, vor der Umwandlung der Umgebung einschließlich der Einfriedungen in ein Wohnbaugebiet, Ausgrabungen durchgeführt. 2006 kaufte der Norfolk Archaeological Trust die Burgruine, die heute als Scheduled Monument gilt.